# Гуменюк Наталія Петрівна
Ната́ля Петрівна Гуменю́к — українська журналістка, документалістка, авторка; спеціалізується на висвітленні воєн і конфліктів. Співзасновниця та виконавча директорка Лабораторії журналістики суспільного інтересу. Співзасновниця ГО «Громадське телебачення», у 2015—2019 була також головою цієї організації.

## Життєпис
Народилася в Біробіджані у 1983 році.
Закінчила Інститут журналістики КНУ ім. Шевченка (2000—2004 роки), де навчалася на відділенні міжнародної журналістики. У 2005—2006 здобула магістерський ступінь з міжнародної журналістики в університеті міста Оребро, Швеція. У 2002—2004 роках була головною редакторкою незалежної студентської газети «Наша справа». 

#### Початок журналістської діяльності
У 2002—2003 роках — журналістка-міжнародниця на Новому каналі. У 2003 році — журналістка-міжнародниця 5 каналу. У 2004 році — працювала в Інформаційній агенції «ProfiTV». У 2003—2004 роках — журналістка-міжнародниця для програми Факти, ICTV. У 2005—2007 роках — керівниця міжнародного відділу, спеціальна кореспондентка телеканалу К1, авторка-ведуча програми «Один репортаж».
З 2007 до кінця 2009 року очолювала міжнародний відділ телеканалу «Інтер», спеціальна кореспондентка. В цей період, 2009 року, «Інтер» вперше серед українських телеканалів було номіновано на премію Еммі в номінації «Новини» за висвітлення війни у Південній Осетії (репортер — Руслан Ярмолюк). 2009 року Гуменюк також стажувалася на телеканалі BBC World у програмі Hardtalk та у виданнях The Guardian та The Independent.

#### Звільнення з телеканалу «Інтер»
Наприкінці 2009 року її було звільнено з телеканалу «Інтер» без пояснення причин. Це викликало хвилю обурення її колег, які зібрали понад 70 підписів проти її звільнення. По тому деякі журналісти звільнились за власним бажанням (зокрема Роман Вінтонів). Після звільнення не стала влаштовуватись в інші ЗМІ, стала фрілансером.
У 2010—2011 роках була шеф-редактором проєкту «Наші» («Інтер», студія «07 Продакшн») — 15 телефільмів про українців, які з різних причин покинули Україну і стали успішними за кордоном (Норвегія, Бразилія, ПАР, Індія, Китай та ін.) Наталя Гуменюк брала участь у пошуку спонсорів проєкту.

#### Висвітлення Арабської весни
Після того власним коштом поїхала висвітлювати події Арабської весни. На основі цих подорожей Наталя написала книжку репортажів «Майдан Тахрір». Почала працювати міжнародницею-фрілансеркою переважно для українських видань, таких як «Український тиждень», «Українська правда», «Esquire Україна», студія «1+1», радіо «Голос столиці», а також для деяких закордонних: OpenDemocracy Russia (Велика Британія), RTL-Netherlands, M6 (Франція). Викладала курс «Міжнародні медіасистеми» Могилянської школи журналістики у Києві.

#### Робота в команді Громадського телебачення
У 2013 році стала одним з ініціаторів створення «Громадського телебачення».
У травні 2015 року її обрали головою ГО «Громадське телебачення». Цю посаду Гуменюк обіймала чотири роки. З 20 грудня 2019 року журналістка виконувала обов'язки заступниці головного редактора з партнерств і керувала проєктом hromadske international. 
Працюючи на Громадському, Наталя Гуменюк зосередилася на висвітленні війни на сході України, окупації Криму, а також міжнародних подій. Була ведучою англомовного проєкту The Sunday Show, який розповідає про Східну Європу для міжнародної аудиторії. У лютому 2020 року вийшла її збірка «Загублений острів. Книга репортажів з окупованого Криму», створена на основі поїздок упродовж 6 років на окупований півострів. Книга була перекладена російською та німецькою мовами.
На початку лютого 2020, Наталя звільнилася з Громадського через неприпустимість для неї непродовження контракту з головною редакторкою Ангеліною Карякіною. При цьому Гуменюк залишилася членом ГО «Громадське телебачення».
Членкиня Ради з питань свободи слова та захисту журналістів з 6 листопада 2019 року. Також є членкинею Незалежної медійної ради. 

#### Дослідницька діяльність і розвиток журналістики суспільного інтересу
У 2020 році разом із журналісткою Ангеліною Карякіною заснувала Лабораторію журналістики суспільного інтересу, яка є об'єднанням журналістів та соціологів, які прагнуть досягати конструктивної дискусії стосовно складних суспільних тем. Лабораторія розпочала свою діяльність із дослідження ставлення українців до пандемії COVID-19 і вакцинації та розроблення рекомендацій для медіа, як створювати контент з цієї теми. У 2021 році, до 30-ї річниці відновлення незалежності України, Лабораторія у співпраці із Суспільним створила документальний мультимедійний проєкт «Наші 30. Жива історія».

#### Проєкти, засновані з початком широкомасштабного російського вторгнення
Після розв'язання Росією повномасштабної війни, Гуменюк регулярно пише для таких міжнародних медіа, як The Guardian, The Washington Post, The Rolling Stone, Die Zeit, The Atlantic.
Наталя Гуменюк є керівницею проєкту «Життя війни» — мультимедійного онлайн-літопису про спротив українців у війні з Росією. Літопис формують матеріали, над якими працюють понад 30 незалежних журналістів та редакцій українських національних та регіональних медіа.
Гуменюк — співзасновниця, головна редакторка та провідна журналістка міжнародного проєкту «Свідчить Україна» — The Reckoning Project: Ukraine Testifies. Проєкт об'єднує українських і міжнародних журналістів, юристів та аналітиків, які збирають свідчення про злочини Росії в Україні, щоб формувати справи для судів, а також для створення медіа-проєктів для українських та іноземних ЗМІ. У межах «Свідчить Україна» Наталія Гуменюк разом із Енн Епплбаум створили статтю для видання The Atlantic про те, як російські окупанти мучили жителів українських містечок. 
Наталя Гуменюк є однією з авторок Маніфесту сталого миру «Світ після нашої перемоги». Маніфест розробили представники українського громадянського суспільства (понад 20 авторів) та представили його під час 59-ї Мюнхенської безпекової конференції у лютому 2023 року.  

## Особисте життя
Одружена з Петром Рузавіном, журналістом російського походження – колишнім журналістом російського телеканалу «Дождь»  та репортером незалежного видання «Медіазона», для якого висвітлює події російського вторгнення в Україну після 24 лютого 2022.

## Нагороди і визнання
- 2009 — лауреат відзнаки Фонду розвитку журналістики імені Анатолія Москаленка за здобутки в журналістиці.[34]
- 2013 — срібна медаль у конкурсі художнього репортажу «Самовидець» (за репортаж «Як звучить пустеля там, де починається вода» — збірку емоційних нотаток з Йорданії, Єгипту, Ірану, Тунісу)[35].
- 2017 — ввійшла до щорічного рейтингу New Europe 100, сформованого польською газетою Res Publica, Google, організацією Visegrad Fund і виданням Financial Times[36].
- 2019 — ввійшла у топ-100 найвпливовіших жінок України від журналу «Фокус»[37].
- 2020 — збірка Наталі Гуменюк «Загублений острів. Книга репортажів з окупованого Криму» ввійшла до рейтингу найкращих книжок 2020 року від Українського ПЕН в номінації «Подорожні нариси / репортажі»[38]; книга також отримала відзнаку в межах премії Best Book Award 2020[39].
- 2021 —документальний фільм Максима Камєнева, Наталі Гуменюк та Анни Цигими «Вбивство Гонгадзе. 20 років у пошуках правди» для Суспільного переміг у номінації «Найкраща публіцистика» премії конкурсу професійної журналістики «Честь професії»[40].
- 2022 — міжнародна нагорода для незалежних журналістів Free Media Awards — «за правдиві репортажі про жахи війни з різноманітних куточків України, як-от Харків, Буча, Миколаїв»[41].
- У липні 2022 як виконавча директорка Лабораторії журналістики суспільного інтересу отримала міжнародну премію Democracy Award 2022, яку присуджує Національний фонд на підтримку демократії (NED).[42][43]

## Книги
- Veni, Vidi, Scripsi: Світ у масштабі українського репортажу (збірник репортажів різних авторів) — Київ: Темпора, 2013.
- Майдан Тахрір. У пошуках втраченої революції. — Київ: Політична критика. — 2015.
- Загублений острів. Книга репортажів з окупованого Криму. — Львів: Видавництво Старого Лева 2020.